# 着付け技能士
着付け技能士（きつけぎのうし）とは、国家資格である技能検定制度の一種で、職業能力開発促進法第47条第1項による指定試験機関（社団法人全日本着付け技能センター）が実施する着付け技能士に関する学科及び実技試験に合格した者をいう。

## 概要
2009年（平成21年）10月15日の職業能力開発促進法の法改正により、「着付け」が技能検定の対象職種となる。
2010年(平成22年)2月1日付けで、一般社団法人全日本着付け技能センターが「着付け」技能検定に関する指定試験機関として、厚生労働大臣から指定を受ける。
実務経験があれば誰でも受検することができる。
検定内容は基本的、一般的な技能のみを対象としているため、芸術的な要素や流派による伝統・文化等の高度なものは含まれないとされている。

## 受検資格
- 1級：実務経験5年(各種教育機関の修業時間により2～4年になる)
- 2級：実務経験2年(各種教育機関の修業時間により免除される)

※実技試験は同級又は上位級の学科試験の合格者（学科試験に合格日から起算して、2年を経過する日の属する年度の末日までに行われる実技試験を受検する場合に限る） 

## 試験内容
それぞれに学科試験と実技試験が実施される。

### 学科試験
- 1.着物の知識及び名称
  - （1）着物の歴史（服飾史）
  - （2）着物の各部の名称及び寸法
  - （3）文様
- 2.男女の着物の違い
- 3.着物のたたみ方
- 4.繊維の知識（1級のみ）
- 5.着物の織物及び染物
  - （1）織物の知識
  - （2）染物の知識
- 6.着物の着用時季
- 7.着物の格
  - （1）着物の用途別種類及び柄づけによる格の違い
  - （2）家紋
- 8.帯の種類（織帯及び染帯）
- 9.着付小物及び装身小物の種類及び用途
- 10.着物、帯及び小物の合わせ方
- 11.着付けの心得、作法及び技法
- 12.関係法規
- 13.美容師法（昭和32年法律第163号）関係法令のうち、着付けに関する部分

### 実技試験
- 1級：以下の着物について定められた時間内で着付けができること。
  - 浴衣
  - 街着
  - 付下げ
  - 訪問着
  - 付下げ訪問着
  - 色留袖
  - 黒留袖
  - 中振袖
  - 紋服（羽織・袴）

- 2級：以下の着物について定められた時間内で着付けができること。 
  - 浴衣
  - 街着
  - 付下げ　
  - 訪問着
  - 付下げ訪問着

## 取得後の称号
技能検定合格者には1級は厚生労働大臣名の、2級は技能センター理事長名での合格証書が授与されると同時に、級ごとに「1級着付け技能士」「2級着付け技能士」と、称することが認められる。等級の非表示、等級表示位置の誤り、正式職種名の省略表示・別名表記などは不可である。
なお職業能力開発促進法により、着付け技能士資格を持っていないものが着付け技能士と称することは禁じられている。